# 新江街道 (内江市)
新江街道，是中华人民共和国四川省内江市东兴区下辖的一个乡镇级行政单位。

## 行政区划
新江街道下辖以下地区：
东风社区、马家坪社区、麻柳坝社区、九龙村、红旗村、新江村、国光村、清流村、红光村和高寺村。